# Vred
Vred [vʁɛ] est une commune française située dans le département du Nord en région Hauts-de-France.

## Géographie

### Localisation
Vred est un bourg de l'Ostrevent, dans l'ancien Bassin minier du Nord-Pas-de-Calais.
La commune se trouve dans l'aire d'attraction de Lille (partie française), dans la zone d'emploi de Douai et dans le bassin de vie de Somain.

### communes limitrophes
Les communes limitrophes sont  Marchiennes, Pecquencourt et Rieulay.
|  | Marchiennes  |         |
|  | Vred         | Rieulay |
|  | Pecquencourt |         |

### Géologie et relief
La superficie de la commune est de 3,42 km2 ; son altitude varie de 16  à   20 mètres.

### Hydrographie

#### Réseau hydrographique

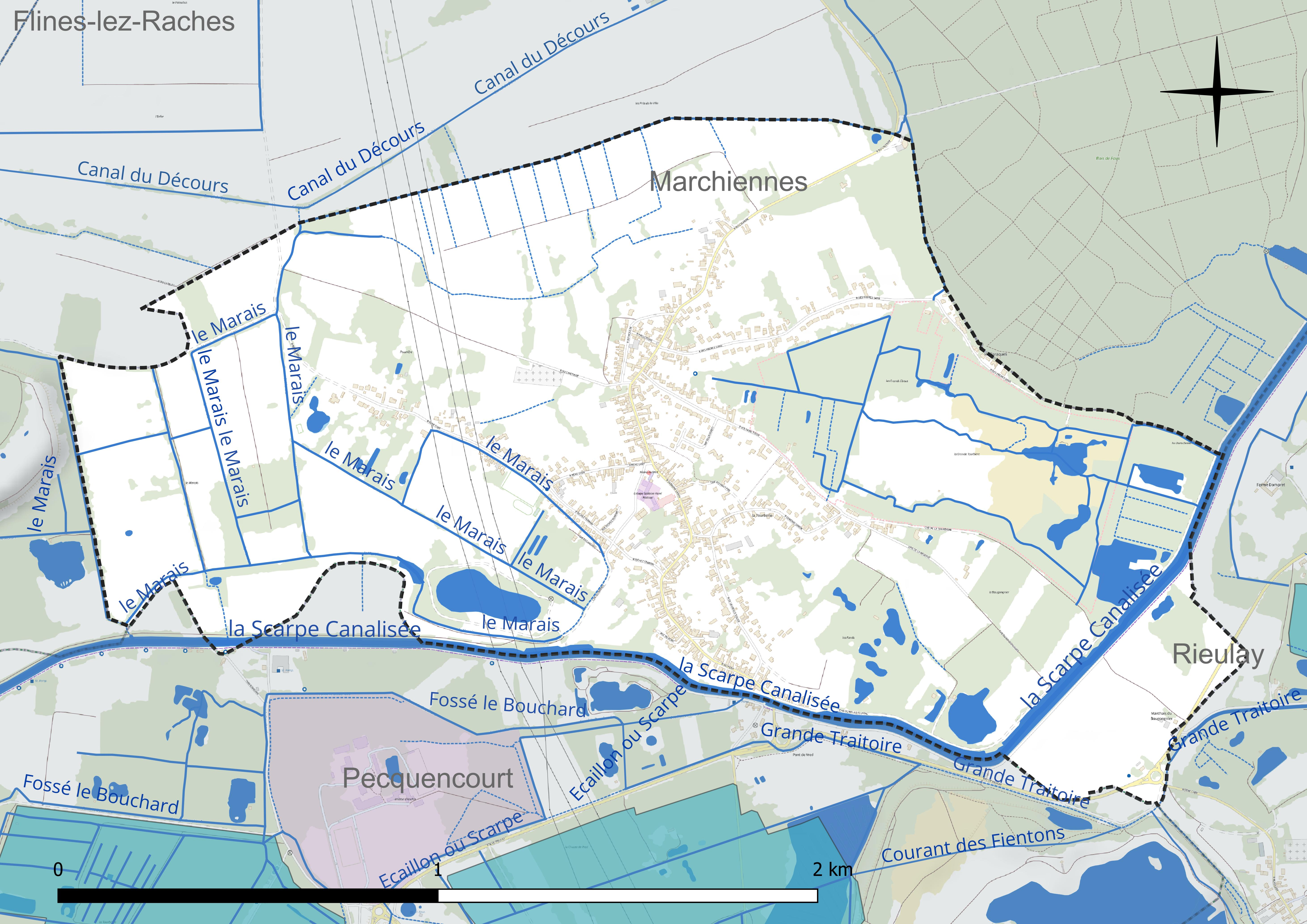
Réseau hydrographique de Vred.

La commune est située dans le bassin Artois-Picardie.
Elle est drainée par la Scarpe canalisée, la Grande Traitoire, le Marais et divers autres petits cours d'eau,.
La Scarpe canalisée et une section canalisée de la Scarpe, d'une longueur de 67 km, prend sa source dans la commune de Arras et se jette  dans l'Escaut canalisée à Mortagne-du-Nord, après avoir traversé 34 communes.
La Grande Traitoire  est un canal, chenal et un cours d'eau naturel non navigable, d'une longueur de 24 km, qui prend sa source dans la commune de Pecquencourt et se jette  dans la Scarpe canalisée à Château-l'Abbaye, après avoir traversé onze communes.

#### Gestion et qualité des eaux
Le territoire communal est couvert par le schéma d'aménagement et de gestion des eaux (SAGE) « Scarpe aval ». Ce document de planification concerne un territoire de 624 km2 de superficie, délimité par le bassin versant de la Scarpe aval, comprenant la Pévèle, la plaine de la Scarpe et le bassin minier avec l'Ostrevent. Le périmètre a été arrêté le 18 mars 1997 et le SAGE proprement dit a été approuvé le 12 mars 2009, puis révisé le 5 juillet 2021. La structure porteuse de l'élaboration et de la mise en œuvre est le parc naturel régional Scarpe-Escaut.
La qualité des cours d'eau peut être consultée sur un site dédié géré par les agences de l'eau et l'Agence française pour la biodiversité.

### Climat
Pour des articles plus généraux, voir Climat des Hauts-de-France et Climat du Nord.
En 2010, le climat de la commune est de type climat océanique dégradé des plaines du Centre et du Nord, selon une étude du CNRS s'appuyant sur une série de données couvrant la période 1971-2000. En 2020, Météo-France publie une typologie des climats de la France métropolitaine dans laquelle la commune est exposée à un climat océanique et est dans la région climatique Nord-est du bassin Parisien, caractérisée par un ensoleillement médiocre, une pluviométrie moyenne régulièrement répartie au cours de l'année et un hiver froid (3 °C).
Pour la période 1971-2000, la température annuelle moyenne est de 10,6 °C, avec une amplitude thermique annuelle de 14,6 °C. Le cumul annuel moyen de précipitations est de 677 mm, avec 11,7 jours de précipitations en janvier et 9 jours en juillet. Pour la période 1991-2020, la température moyenne annuelle observée sur la station météorologique la plus proche, située sur la commune de Douai à 11 km à vol d'oiseau, est de 11,0 °C et le cumul annuel moyen de précipitations est de 729,2 mm,. Pour l'avenir, les paramètres climatiques de la commune estimés pour 2050 selon différents scénarios d'émission de gaz à effet de serre sont consultables sur un site dédié publié par Météo-France en novembre 2022.

### Milieux naturels et biodiversité

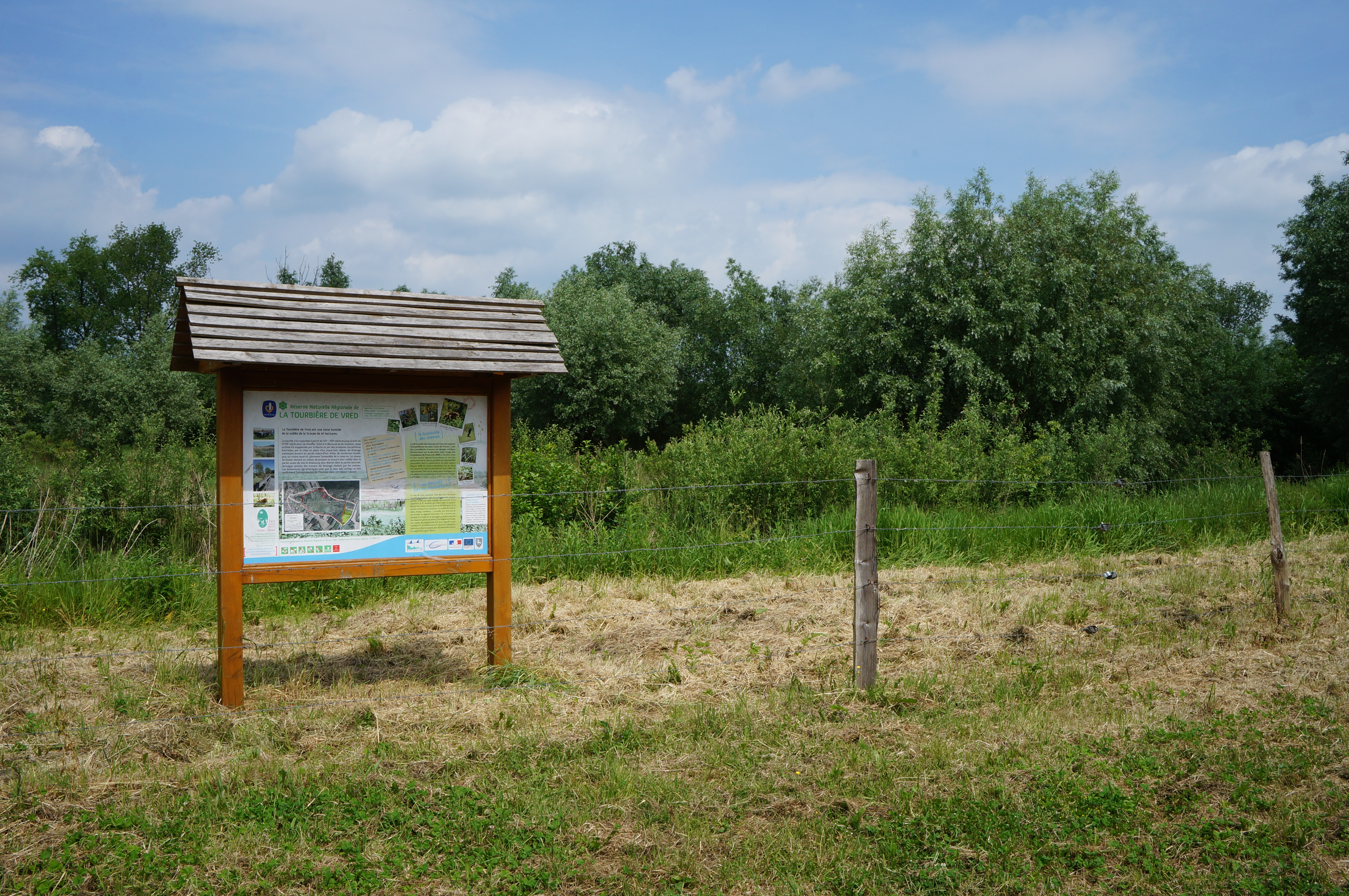
La réserve naturelle de la tourbière de Vred.

- La réserve naturelle régionale de la tourbière de Vred[14]

## Urbanisme

### Typologie
Au 1er janvier 2024, Vred est catégorisée bourg rural, selon la nouvelle grille communale de densité à sept niveaux définie par l'Insee en 2022.
Elle est située hors unité urbaine. Par ailleurs la commune fait partie de l'aire d'attraction de Lille (partie française), dont elle est une commune de la couronne,. Cette aire, qui regroupe 201 communes, est catégorisée dans les aires de 700 000 habitants ou plus (hors Paris),.

### Occupation des sols

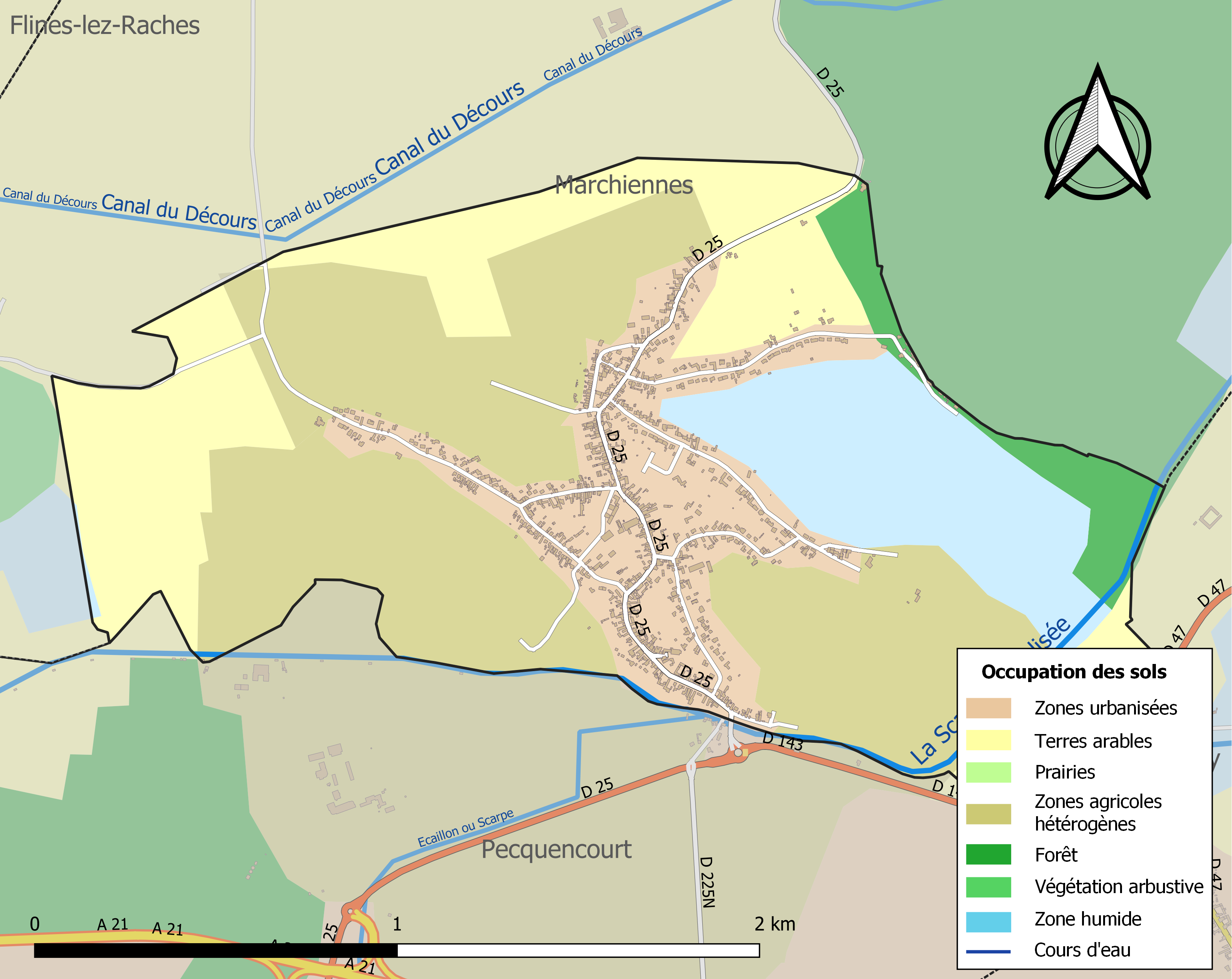
Carte des infrastructures et de l'occupation des sols de la commune en 2018 (CLC).

L'occupation des sols de la commune, telle qu'elle ressort de la base de données européenne d'occupation biophysique des sols Corine Land Cover (CLC), est marquée par l'importance des territoires agricoles (65,7 % en 2018), une proportion sensiblement équivalente à celle de 1990 (65,1 %).
La répartition détaillée en 2018 est la suivante :  zones agricoles hétérogènes (40,9 %), terres arables (24,8 %), zones urbanisées (17,8 %), zones humides intérieures (13,1 %), forêts (3,5 %).
L'évolution de l'occupation des sols de la commune et de ses infrastructures peut être observée sur les différentes représentations cartographiques du territoire : la carte de Cassini (XVIIIe siècle), la carte d'état-major (1820-1866) et les cartes ou photos aériennes de l'IGN pour la période actuelle (1950 à aujourd'hui).

### Habitat et logement
En 2021, le nombre total de logements dans la commune était de 607, alors qu'il était de 601 en 2016 et de 573 en 2011.
Parmi ces logements, 91,3 % étaient des résidences principales, 1 % des résidences secondaires et 7,7 % des logements vacants. Ces logements étaient pour 99,8 % d'entre eux des maisons individuelles et pour 0,2 % des appartements.
Le tableau ci-dessous présente la typologie des logements à Vred en 2021 en comparaison avec celle du Nord et de la France entière. Une caractéristique marquante du parc de logements est ainsi la faible proportion des résidences secondaires et logements occasionnels (1 %) par rapport au département (1,8 %) et à la France entière (9,7 %).
| Typologie                                               | Vred | Nord | France entière |
| ------------------------------------------------------- | ---- | ---- | -------------- |
| Résidences principales (en %)                           | 91,3 | 90,9 | 82,2           |
| Résidences secondaires et logements occasionnels (en %) | 1    | 1,8  | 9,7            |
| Logements vacants (en %)                                | 7,7  | 7,4  | 8,1            |

### Voies de communication et transports
La commune est desservie par la ligne 19 du réseau de transport Évéole.

## Toponymie
1046 : Villa Vereti ; 1079 : Vedretum ; 1200 : Wred ; 1246 : Verethum ; Verd, Vret ; Vredt ; Vred.

## Histoire

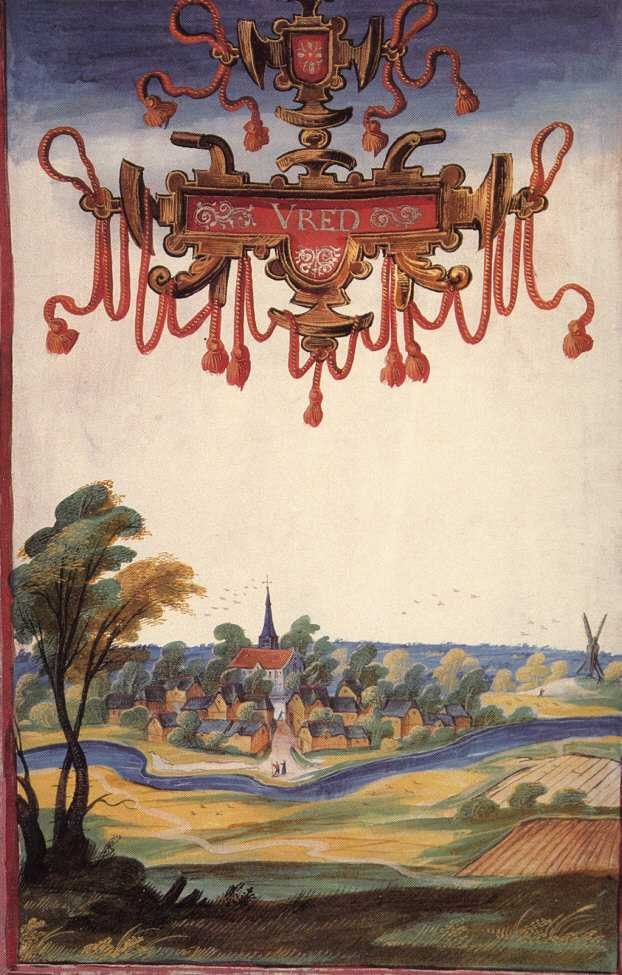
Vue de Vred par Adrien de Montigny (-1615) dans l'un des Albums de Croÿ.

### Moyen Âge
Site gaulois, le village est donné par Anselme de Ribemont à l'Abbaye d'Anchin lors de sa fondation en 1079.
Vers 1415 le lieutenant de la Gouvernance de Douai ayant fait prendre sur le territoire de Vred une femme poursuivie comme empoisonneuse, le duc Jean comte de Flandre en ordonne la remise immédiate à la justice de l'abbaye. Ce prince fait aussi défense à ses officiers de lever aucun impôt sur les habitants de Vred parce que ce village appartenait à l'abbaye en libre alleu.

### Temps modernes
Lors de la Guerre de Succession d'Espagne, en 1712, dans un fort existant près de la Planche ou de Vred les ennemis Austro-Hollandais du Prince Eugène avaient mis une garnison et des canons. Après leur déroute lors de la Bataille de Denain ces troupes s'enfuient. La cavalerie française passe la Scarpe en cet endroit pour commencer l'investissement de Marchiennes
La cure de Vred était à la nomination de l'abbé d'Anchin qui y nommait à son choix un moine d'Anchin ou un prêtre séculier avec qualification de chapelain mais non de pasteur. La cure est sécularisée à la fin du XVIIe siècle.

## Politique et administration

### Rattachements administratifs et électoraux

#### Rattachements administratifs
La commune se trouve dans l'arrondissement de Douai du département du Nord.
Elle faisait partie depuis 1793 du canton de Marchiennes. Dans le cadre du redécoupage cantonal de 2014 en France, cette circonscription administrative territoriale a disparu, et le canton n'est plus qu'une circonscription électorale.

#### Rattachements électoraux
Pour les élections départementales, la commune fait partie depuis 2014 du canton de Sin-le-Noble.
Pour l'élection des députés, elle fait partie de la seizième circonscription du Nord.

### Intercommunalité
Vred était membre de la  communauté de Communes de l'Est du Douaisis (CCED), un établissement public de coopération intercommunale (EPCI) à fiscalité propre créé fin 2000 et auquel la commune a transféré un certain nombre de ses compétences, dans les conditions déterminées par le code général des collectivités territoriales.
En 2006, cette intercommunalité prend le nom de communauté de communes Cœur d'Ostrevent puis, en 2025, se transforme en communauté d'agglomération sous la dénomination de communauté d'agglomération Cœur d'Ostrevent. La commune en est donc membre.

### Tendances politiques et résultats
Lors du premier tour des Élections municipales de 2020 dans le Nord, quinze sièges sont à pourvoir ; on dénombre 1 038 inscrits, dont 647 votants (62,33 %), 14 votes blancs (2,16 %) et 614 suffrages exprimés (94,90 %). La liste Pour un Vred renouveau menée par Marie-Françoise Falempe recueille 340 voix (55,37 %) et remporte ainsi douze sièges au conseil municipal contre trois pour la liste Agir ensemble pour Vred menée par la maire sortante Dany Hallant avec 274 voix (44,43 %),. Le confinement lié à la pandémie de Covid-19 retarde d'environ deux mois l'élection des maires par les nouveaux conseils municipaux. Marie-Françoise Falempe est élue maire avec quatorze voix sur quinze le 23 mai.

### Liste des maires
| Période                                  | Période                       | Identité                | Étiquette | Qualité                                         |
| ---------------------------------------- | ----------------------------- | ----------------------- | --------- | ----------------------------------------------- |
| Les données manquantes sont à compléter. |                               |                         |           |                                                 |
|                                          |                               |                         |           |                                                 |
|                                          | avril 1803                    | Adrien Martin           |           |                                                 |
| avril 1803                               | octobre 1815                  | François Linglin        |           |                                                 |
| octobre 1815                             | décembre 1831                 | Louis Poulain           |           |                                                 |
| décembre 1831                            | avril 1848                    | François Dourges        |           |                                                 |
|                                          |                               |                         |           |                                                 |
|                                          |                               | Robert Deneuvillers     | CNIP      | Conseiller général de Marchiennes (1970 → 1976) |
| 1971                                     | mars 2001                     | Denis Gambiez           |           |                                                 |
| mars 2001                                | mars 2008                     | François Tarka          |           | Ancien mineur                                   |
| mars 2008                                | mai 2020                      | Dany Hallant,           | DVD       |                                                 |
| mai 2020                                 | En cours (au 15 janvier 2025) | Marie-Françoise Falempe | SE        | Employée administrative d'entreprise            |

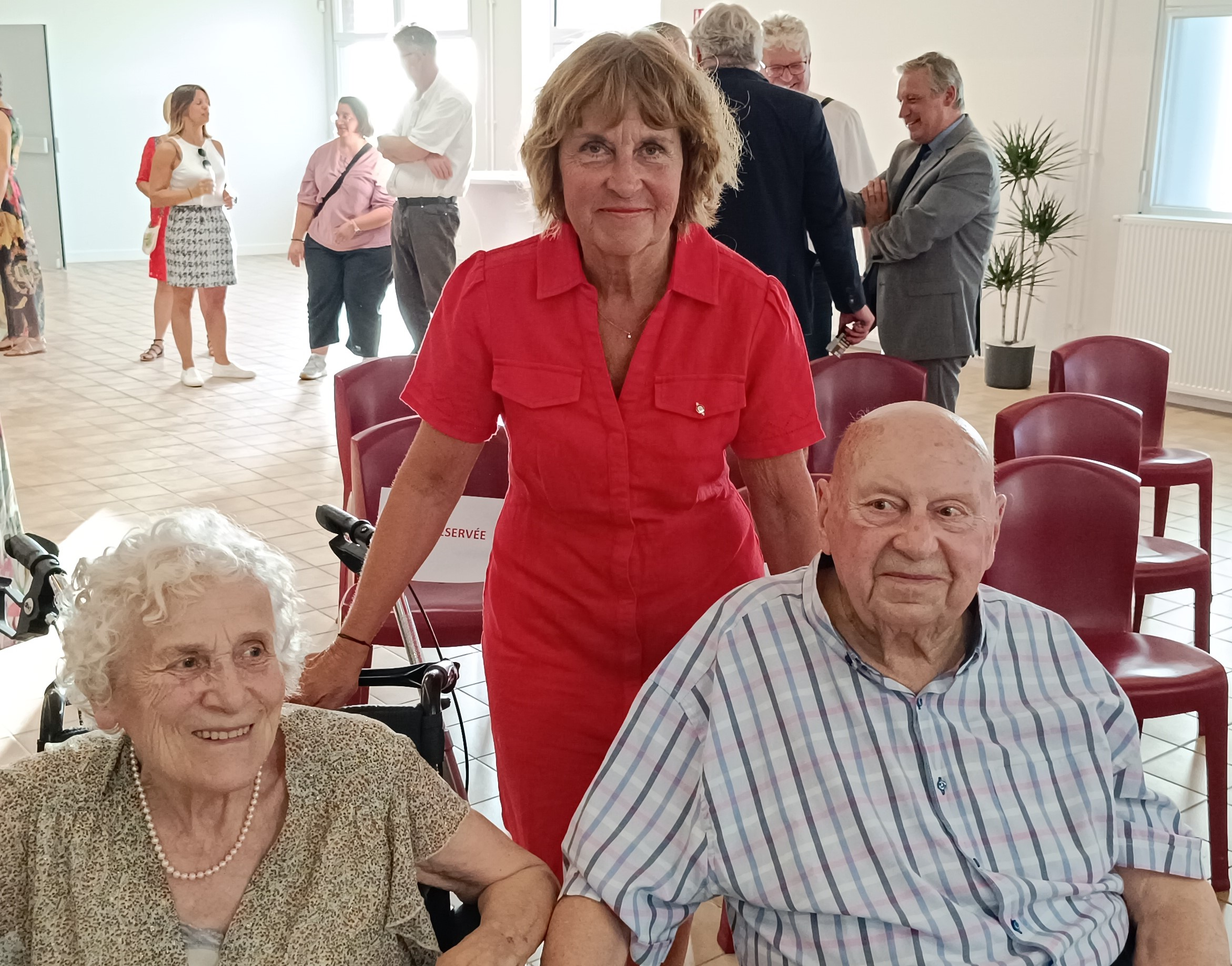
M.-F. Falempe, maire avec l'ancienne directrice d'école Mme Gambiez et Denis Gambiez, maire de 1971 à 2001.
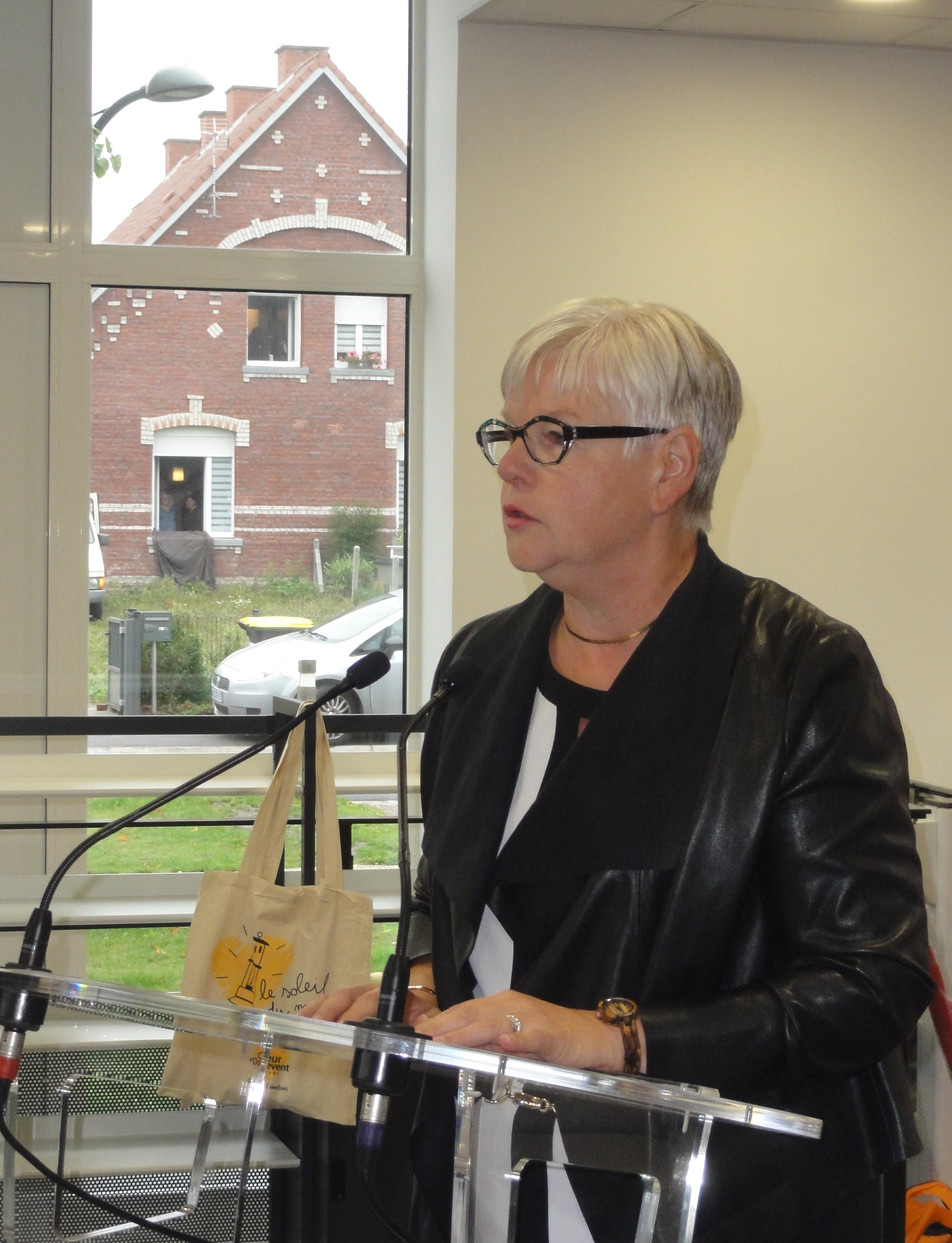
Dany Hallant en octobre 2019.
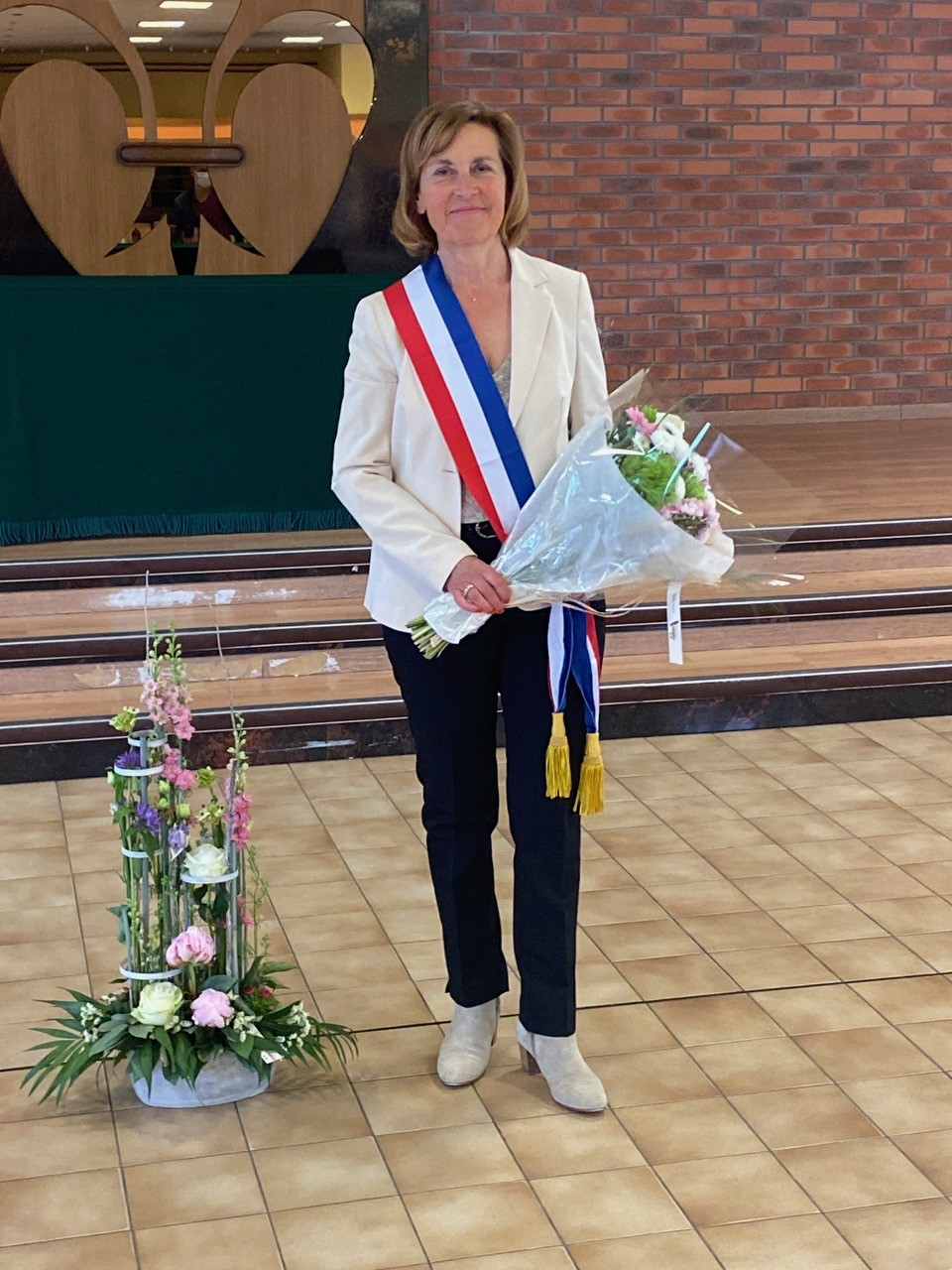
M.-F. Falempe en 2020.

## Population et société

### Démographie

#### Évolution démographique
L'évolution du nombre d'habitants est connue à travers les recensements de la population effectués dans la commune depuis 1793. Pour les communes de moins de 10 000 habitants, une enquête de recensement portant sur toute la population est réalisée tous les cinq ans, les populations de référence des années intermédiaires étant quant à elles estimées par interpolation ou extrapolation. Pour la commune, le premier recensement exhaustif entrant dans le cadre du nouveau dispositif a été réalisé en 2005.

En 2022, la commune comptait 1 311 habitants, en évolution de −5,07 % par rapport à 2016 (Nord : +0,51 %, France hors Mayotte : +2,11 %).
| 1793 | 1800 | 1806 | 1821 | 1831  | 1836  | 1841  | 1846  | 1851  |
| ---- | ---- | ---- | ---- | ----- | ----- | ----- | ----- | ----- |
| 680  | 713  | 786  | 937  | 1 095 | 1 141 | 1 190 | 1 266 | 1 345 |

| 1856  | 1861  | 1866  | 1872  | 1876  | 1881  | 1886  | 1891  | 1896  |
| ----- | ----- | ----- | ----- | ----- | ----- | ----- | ----- | ----- |
| 1 375 | 1 429 | 1 495 | 1 624 | 1 684 | 1 763 | 1 677 | 1 590 | 1 527 |

| 1901  | 1906  | 1911  | 1921  | 1926  | 1931  | 1936  | 1946  | 1954  |
| ----- | ----- | ----- | ----- | ----- | ----- | ----- | ----- | ----- |
| 1 617 | 1 630 | 1 509 | 1 505 | 1 486 | 1 432 | 1 400 | 1 331 | 1 297 |

| 1962  | 1968  | 1975  | 1982  | 1990  | 1999  | 2005  | 2006  | 2010  |
| ----- | ----- | ----- | ----- | ----- | ----- | ----- | ----- | ----- |
| 1 373 | 1 420 | 1 378 | 1 388 | 1 414 | 1 443 | 1 415 | 1 413 | 1 348 |

| 2015  | 2020  | 2022  | - | - | - | - | - | - |
| ----- | ----- | ----- | - | - | - | - | - | - |
| 1 386 | 1 320 | 1 311 | - | - | - | - | - | - |

#### Pyramide des âges
La population de la commune est relativement jeune.
En 2018, le taux de personnes d'un âge inférieur à 30 ans s'élève à 31,9 %, soit en dessous de la moyenne départementale (39,5 %). À l'inverse, le taux de personnes d'âge supérieur à 60 ans est de 26,6 % la même année, alors qu'il est de 22,5 % au niveau départemental.
En 2018, la commune comptait 667 hommes pour 690 femmes, soit un taux de 50,85 % de femmes, légèrement inférieur au taux départemental (51,77 %).
Les pyramides des âges de la commune et du département s'établissent comme suit.
| Hommes | Classe d’âge | Femmes |
| ------ | ------------ | ------ |
| 0,2    | 90 ou +      | 1,2    |
| 4,2    | 75-89 ans    | 8,0    |
| 18,8   | 60-74 ans    | 20,9   |
| 25,0   | 45-59 ans    | 21,0   |
| 20,0   | 30-44 ans    | 17,0   |
| 15,3   | 15-29 ans    | 15,6   |
| 16,6   | 0-14 ans     | 16,2   |

| Hommes | Classe d’âge | Femmes |
| ------ | ------------ | ------ |
| 0,5    | 90 ou +      | 1,4    |
| 5,3    | 75-89 ans    | 8,1    |
| 14,8   | 60-74 ans    | 16,2   |
| 19,1   | 45-59 ans    | 18,4   |
| 19,5   | 30-44 ans    | 18,7   |
| 20,7   | 15-29 ans    | 19,1   |
| 20,2   | 0-14 ans     | 18     |

## Culture locale et patrimoine

### Lieux et monuments
- L'église Saint-Sarre, XIXe siècle[38]
- Le cimetière communal
- La chapelle Notre-Dame-d'Assistance
- La chapelle Saint-Roch
- La chapelle Saint-Éloi

### Personnalités liées à la commune
- René Caby (1920-1942), militant communiste et résistant français  fusillé le 15 décembre 1942 au fort du Vert-Galant[39] à Wambrechies, vivait à Vred.

### Héraldique
| Blason de Vred | Blason  | D'azur semé de fleurs de lis d'or, au cerf d'argent passant sur le tout. |
| Blason de Vred | Détails | Le statut officiel du blason reste à déterminer.                         |